# La pasión turca
La pasión turca es una película dirigida y adaptada por Vicente Aranda y protagonizada por Ana Belén, basada en la novela homónima de Antonio Gala editada por Planeta. En ella destaca la música original compuesta por José Nieto, ganadora del Premio Goya a la mejor banda sonora. 
Con un grandísimo éxito de público, tuvo aproximadamente 1 240 000 espectadores, recaudando un total de 3 777 123,14 euros.

## Argumento
Desideria (Ana Belén), es una mujer de treinta años que decide ir con sus amigos y con su marido de excursión a Turquía. Su matrimonio, enteramente convencional, la atosiga, pues siempre imaginó una vida diferente. 
Allí Desi se enamorará perdidamente de Yamam (Georges Corraface), el guía del grupo en el que viajan. Desi, apasionada, busca en Yamam su redención y supervivencia, hasta el punto de abandonarlo todo en España para irse con él. Gala narra la tortuosa pasión y vida de Desi con Yamam.

## Hechos destacados
- Está basado en la novela homónima de Antonio Gala.
- Esta película es si no el mayor, uno de los mayores éxitos cinematográficos de Ana Belén, la cual realiza una de las mejores interpretaciones de su carrera, recompensada con una nominación al Goya y premios como la Rosa de Sant Jordi o el fotogramas de plata por votación de los lectores.
- Se rumorea que una mujer en Lérida fue la verdadera inspiración literaria de Antonio Gala. Esto dio lugar con posterioridad a numerosas polémicas.
- Antonio Gala no estuvo nada de acuerdo con ciertas escenas, no trabajó en la película y discrepó sobre el final, que es totalmente diferente del de la novela. Aunque se rodó también el final de Antonio Gala, aquellos a los que se le pidió opinión se decantaron por el final de Vicente Aranda.
- La película tiene un alto contenido erótico y curiosamente en algunas de las escenas de sexo, la cama se encontraba situada en disposición vertical, algo muy común en el cine de Vicente Aranda.

## Premios y candidaturas
IX edición de los Premios Goya
| Categoría                     | Persona                               | Resultado  |
| ----------------------------- | ------------------------------------- | ---------- |
| Mejor película                | Mejor película                        | Candidata  |
| Mejor director                | Vicente Aranda                        | Candidato  |
| Mejor actriz protagonista     | Ana Belén                             | Candidata  |
| Mejor actriz de reparto       | Sílvia Munt                           | Candidata  |
| Mejor guion adaptado          | Vicente Aranda                        | Candidato  |
| Mejor música original         | José Nieto                            | Ganador    |
| Mejor fotografía              | José Luis Alcaine                     | Candidato  |
| Mejor dirección artística     | Josep Rosell                          | Candidato  |
| Mejor dirección de producción | José Luis Escolar                     | Ganador    |
| Mejor diseño de vestuario     | Nereida Bonmatí                       | Candidata  |
| Mejor maquillaje y peluquería | Juan Pedro Hernández Manolo Carretero | Candidatos |
| Mejor sonido                  | Gilles Ortion Ricard Casals           | Candidatos |

Medallas del Círculo de Escritores Cinematográficos de 1994
| Categoría    | Persona    | Resultado |
| ------------ | ---------- | --------- |
| Mejor música | José Nieto | Ganador   |